# Klitten
Klitten (älvdalska: Klittn) är en småort i Älvdalens socken och kommun i Dalarna. I byn talas lokalspråket älvdalska.
Från byn utgår det vandringsleder till naturreservatet Hykjeberg.

## Befolkningsutveckling
| Befolkningsutvecklingen i Klitten 1960–2023        | Befolkningsutvecklingen i Klitten 1960–2023 | Befolkningsutvecklingen i Klitten 1960–2023 | Befolkningsutvecklingen i Klitten 1960–2023 | Befolkningsutvecklingen i Klitten 1960–2023 |
| -------------------------------------------------- | ------------------------------------------- | ------------------------------------------- | ------------------------------------------- | ------------------------------------------- |
|                                                    |                                             |                                             |                                             |                                             |
| År                                                 |                                             |                                             | Folkmängd                                   | Areal (ha)                                  |
| 1960                                               | 1960                                        |                                             | 350                                         |                                             |
| 1965                                               | 1965                                        |                                             | 327                                         |                                             |
| 1970                                               | 1970                                        |                                             | 274                                         |                                             |
| 1975                                               | 1975                                        |                                             | 249                                         |                                             |
| 1980                                               | 1980                                        |                                             | 239                                         | 75                                          |
| 1990                                               | 1990                                        |                                             | 224                                         | 75                                          |
| 1995                                               | 1995                                        |                                             | 208                                         | 75                                          |
| 2000                                               | 2000                                        |                                             | 195                                         | 76#                                         |
| 2005                                               | 2005                                        |                                             | 188                                         | 76#                                         |
| 2010                                               | 2010                                        |                                             | 175                                         | 76#                                         |
| 2015                                               | 2015                                        |                                             | 161                                         | 84#                                         |
| 2020                                               | 2020                                        |                                             | 178                                         | 77#                                         |
| 2023                                               | 2023                                        |                                             | 171                                         | 76                                          |
| Anm.: Upphörde som tätort 2000. Not: # Som småort. |                                             |                                             |                                             |                                             |